# Anthony Pym
Anthony David Pym (Perth, Australia; 1956) es un académico conocido por su trabajo en traductología.

## Trayectoria académica y profesional
Pym es un catedrático distinguido en el área de Traducción y Estudios Interculturales de la Universidad Rovira i Virgili de España y un profesor honorario en la Universidad de Stellenbosch de Sudáfrica. Fue un académico en la Institución Catalana de Investigación y Estudios Avanzados (2010-2015) y profesor visitante en dos ocasiones: la primera en el Middlebury Institute of International Studies de Monterey (2008-2016) y la segunda durante el programa Walter Benjamin en la Universidad de Viena en 2015. Además, fue presidente de la Sociedad Europea de Estudios de Traducción (2010-2016).En 2017, se incorporó a la School of Languages and Linguistics de la Universidad de Melbourne.
Estudió en la Universidad de Australia Occidental y se licenció en Artes con honores en la Universidad de Murdoch en 1981. Obtuvo una beca del Gobierno francés para cursar estudios de doctorado en la Escuela de Estudios Superiores en Ciencias Sociales, donde se doctoró en Sociología en 1985. Entre 1983 y 1984 fue becario Frank Knox en el Departamento de Literatura Comparada de la Universidad de Harvard. Entre 1992 y 1994 obtuvo una beca posdoctoral de la Fundación Alexander von Humboldt para hacer investigación en historia de la traducción en la Universidad de Gotinga (Alemania). En 1994 impartió seminarios sobre ética de la traducción en el Colegio Internacional de Filosofía de París.
Tras años como traductor profesional, editor de revistas y organizador de eventos culturales en Francia y España, impartió clases en los departamentos de traducción de la Universidad Autónoma de Barcelona y la Universidad de Las Palmas de Gran Canaria. En 1994 se incorporó a la Universidad Rovira i Virgili de Tarragona (España), donde en el 2000 creó el Intercultural Studies Group y programas de posgrado en Traducción; además creó un programa de doctorado en 2003. Desde 2006 es profesor visitante en el Monterey Institute of International Studies.Pym es miembro del consejo asesor internacional del Translation and Transcultural Research Cluster de la Universidad de Australia Occidental.

## Concepción de la traducción y los traductores
Pym es un académico que alejó el estudio de la traducción de los textos y lo acercó a los traductores como personas. Sostuvo que los traductores son «autores» que pueden seleccionar los pensamientos y emociones que desean expresar, en lugar de «animadores», que se limitan a presentar las palabras de otros. Considera que el traductor trabaja con el autor para crear significado, por lo que ambos contribuyen al significado de la traducción.
Según él, el desarrollo del campo de la traducción en Occidente ha sido esencialmente una «historia de la teoría de la traducción», una limitación que propuso abordar centrándose en los propios traductores y en los contextos en los que operan.
También conceptualizó la traducción como una forma de gestión de riesgos, más que como una búsqueda de equivalencias (él entiende equivalencia como un valor o serie de valores que comparten el texto fuente y el texto meta). Según él, existen tres tipos y niveles de riesgos: el riesgo de credibilidad, el riesgo de incertidumbre y el riesgo comunicativo. El riesgo de credibilidad se refiere a la pérdida de confianza en el proceso y producto de la traducción, así como de las relaciones con las personas que forman parte del acto comunicativo. El segundo, el riesgo de incertidumbre, se refiere a las acciones que los traductores deben tomar ante problemas de comprensión, así como al riesgo de manejar inadecuadamente elementos del texto original, como términos u oraciones. El último riesgo que identificó, el riesgo comunicativo, se refiere a las decisiones tomadas para asegurar el éxito de la interpretación como acto comunicativo y al riesgo de que la traducción no cumpla con la función comunicativa deseada.
Ha planteado la hipótesis de que los traductores pueden ser miembros de interculturas profesionales, que operan en la superposición de culturas, y que su objetivo ético más importante es la promoción de la cooperación transcultural a largo plazo. Pym ha subrayado que la lealtad de los traductores debe ser hacia su profesión y que el valor de los esfuerzos de traducción reside en su contribución a las relaciones interculturales y la comunicación transcultural.
Ha mostrado interés por el concepto de inculturación, a través del cual ve la traducción como una de las formas en que las culturas minoritarias son absorbidas por sistemas culturales más amplios, los cuales se pueden modificar. También ha hecho mención del papel de la tecnología, en particular de Internet, en la traducción de materiales adaptados a un mercado local específico. Según él, la proliferación de información no significa necesariamente que esta vaya a ser recibida, por lo que hay que tener cuidado para que los textos traducidos atraigan a su cultura meta.
Durante la segunda ola de COVID-19 que azotó Melbourne en 2020, Pym comentó acerca de la ineficacia de la estrategia de comunicación que el gobierno local había desarrollado para las comunidades culturalmente diversas. Observó que muchos de los textos que estaban en inglés no tenían una buena escritura, por lo que al momento de traducirlos el resultado no era satisfactorio. Según él, esto condujo a que generaciones más jóvenes tomaran el rol de traductores para comunicar el mensaje en inglés hacia sus familiares en otras lenguas, ya que sólo así la información era más confiable para aquellos que no hablaban inglés. Desde entonces, sus investigaciones giran en torno a este fenómeno de “crear confianza” por medio de la traducción, sobre todo en la comunicación dentro del área de la salud.
Las ideas de Pym han sido contrastadas con las del teórico estadounidense de la traducción Lawrence Venuti por la académica de la traducción finlandesa Kaisa Koskinen, y su crítica a Lawrence Venuti ha sido comentada por Jeremy Munday y Mary Snell-Hornby.

## Investigación en Historia de la Traducción
Dentro del área de la historia de la traducción se ha discutido acerca de la ambigüedad alrededor del objeto de estudio de esta disciplina y acerca de los problemas metodológicos que ha traído consigo. En el libro La metodología en historia de la traducción: Estado de la cuestión, se han retomado las ideas y propuestas de Pym en cuanto a los inconvenientes metodológicos en el estudio de la historia de la traducción. El traductólogo definió al objeto de estudio como los cambios que han ocurrido o que se han evitado activamente dentro del campo de la traducción, además de que ha situado al traductor en el centro de la investigación histórica.
En cuanto a las críticas que hizo a los estudios contemporáneos de la historia de la traducción, realizó un recuento de las deficiencias presentes en la investigación de los métodos del historiador,  tales como datos sin ninguna problemática concreta, dependencia de material anecdótico en lugar de un repertorio fiable, la periodización indiscriminada, no ver las traducciones como factores de cambio, hipótesis que no se pueden refutar y no dar espacio para la interculturalidad del traductor.
En las nuevas propuestas de Pym también se incluyeron cuatro principio ligados a la problemática dentro del estudio de la historia de la traducción: causas de la traducción, el traductor como figura central en la investigación histórica de la traducción, el papel central de la interculturalidad y la importancia que tiene el presente para responder las preguntas actuales relacionadas con esta disciplina.
Finalmente, se habló de las áreas que Pym identificó dentro de la historia de la traducción. La primera, conocida como “arqueología”, que ha buscado responder la pregunta de quién tradujo y con qué propósitos lo hizo; la segunda, la crítica histórica, que han evaluado qué tanto las traducciones han conducido o no al progreso, y la última, la explicación, que ha indagado acerca de la razón por la que surge una traducción.

## Críticas sobre su propuesta de ética del traductor
El lingüista francés Henri Meschonnic (2011) realizó  una crítica a la  "ética del traductor" de Pym. Para este sus propuestas en el libro Pour une éthique du Traducteur, lejos de ser una ética para el proceso traductor, constituyen una especie de moral social. Según Meschonnic, el traductólogo australiano solo está reemplazado la noción de fidelidad por la de responsabilidad con respecto a la profesión, ya que su propuesta no parte de una teoría del lenguaje, sino de fuerzas políticas y económicas que se ponen en marcha para que un texto se traduzca, que hacen deseable y rentable la traducción, es decir, se basa en una lógica de la cooperación. Según Brian Mossop, al parecer la distinción en francés entre deontología y ética provocó la fuerte crítica que recibió por parte del filósofo y traductor francés. La «ética» inglesa abarca tanto la deontología (normas que rigen las relaciones comerciales con los clientes, promovidas por las asociaciones profesionales de traductores) como la ética (cuestiones filosóficas sobre cómo «yo» debo relacionarme con el otro a través del método de traducción, generalmente debatidas en relación con la traducción literaria).
El catedrático Alexis Nouss también afirmó en su reseña sobre el libro Pour une éthique du Traducteur que su insistencia en situar su problemática en el marco sociológico, material y financiero de la profesión, llevaba a pensar que, más que el desarrollo de una ética, se estaría hablando de la exposición de una deontología en ese libro. En este sentido, consideraba a la obra de A. Pym como una lucha por la rehabilitación y la dignidad del traductor. Además de que debido a los minuciosos análisis dedicados a la relación entre el traductor y su cliente, se podría deducir que el principio mayor de esa deontología no es otro que, por ambas partes, el principio de la máxima rentabilidad.
En su libro Ethos, ethics and translation: Toward a community of destinies,Pym hizo llamados para el retorno de la deontología y la instauración de directrices o códigos reales por parte de asociaciones profesionales que apoyaran la “alteridad altruista” frente a las demandas y restricciones sociales, culturales e institucionales. No obstante, Maria Timoczko (2019) subrayó la necesidad de situar cualquier ética codificada de la traducción en un marco de autorreflexión y reconocimiento de múltiples afiliaciones y responsabilidades de los traductores e intérpretes. Ella enfatizó la importancia de considerar las circunstancias y los contextos sociales, culturales e institucionales. Sugirió que una ética deontológica estricta podría ser insuficiente o inapropiada en algunos casos.

## Publicaciones
Pym es autor, coautor y editor de más de 30 libros y 270 artículos sobre traducción y relaciones interculturales. Sus libros más destacados son:
- Translation and Text Transfer. An Essay on the Principles of Intercultural Communication, Frankfurt/Main: Peter Lang, 1992. Edición revisada: Tarragona: Intercultural Studies Group, 2010.
- Epistemological Problems in Translation and its Teaching, Calaceite: Caminade, 1993.
- Pour une éthique du traducteur, Arras: Artois Presses Université / Ottawa: Presses de l'Université d'Ottawa, 1997.
- Negotiating the Frontier: Translators and Intercultures in Hispanic History, Manchester: St Jerome Publishing, 2000.
- The Moving Text: Localization, Translation and Distribution, Amsterdam & Philadelphia: John Benjamins, 2004.
- Translation Solutions for Many Languages. Histories of a Flawed Dream. Londres: Bloomsbury, 2016.
- What is Translation History? A Trust-Based Approach, con Andrea Rizzi y Birgit Lang. Londres: Palgrave, 2019.
- Understanding the experiences and communication needs of culturally and linguistically diverse communities during the COVID-19 pandemic con John Hajek, Maria Karidakis, Riccardo Amorati y Yu Hao. Melbourne: University of Melbourne, 2022.
- How to Augment Language Skills. Generative AI and Machine Translation in Language Learning and Translator Training con Yu Hao. Routledge, 2025.
- Risk Management in Translation. Cambridge University Press, 2025.

### Traducciones de libros
- Teorías contemporáneas de la traducción. Materiales para un curso universitario. Traducción al español,Tarragona: Intercultural Studies Group, 2012; publicación no autorizada, La Habana: Editorial Arte y Literatura, 2016; segunda edición, 2016. Título en inglés, Exploring Translation Theories, Londres y Nueva York: Routledge, 2010. Edición revisada: Routledge, 2014. Traducción al japonés,Trad. Kayoko Takeda, 翻訳理論の探求, Tokio: Misuzu Shobo, 2010. Traducción al portugués, Teorias Contemporâneas da Tradução, Lisboa: Fundação Calouste Gulbenkian, 2013. Traducción al chino tradicional, 探索翻譯理論 第二版, Taipéi: Bookman, 2016. Traducción al portugués de Brasil, Trad. Rodrigo Borges de Faveri, Explorando as teorias da tradução, Sao Paulo: Perspectiva, 2017. Traducción al ruso, Теоретические парадигмы в переводоведении. San Petersburgo: Saint Petersburg University Press, 2018. Traducción colaborativa al turco como Çeviri Kuramlarını Keşfetmek, Estambul: Everest, 2023. Traducción al francés, Trad. Hélène Jaccomard, Explorations des théories de la traduction, Tarragona: Intercultural Studies Group, 2024. https://doi.org/10.17613/5e5b-kd90. Derechos de traducción vendidos para coreano y árabe.
- Method in Translation History (Londres y Nueva York: Routledge, 2014). Reimpresión con prefacio en chino: 北京 : 外语敎学与硏究出版社, Beijing, 2006. Trad. Ali Kalfat: المنهج في تاريخ الترجمة, Cairo: National Center for Translation, 2010.
- On translator ethics. Principles for mediation between cultures. Amsterdam and Philadelphia: John Benjamins, 2012. Reescritura y traducción de Pour une éthique du traducteur; trad. Hyo-Eun Choi y Hye-Kyung Park, 번역가 윤리: 문화 간의 중재 원칙, Seúl: Hankuk University of Foreign Studies Press, 2016; trad. Zahra Fallah Shahroudi y Farzaneh Me'mar, اصول اخلاقی مترجم, Teheran: Nashr-e Markaz, 2017.
- Text Transfer, Translation History and Translator Ethics — Anthony Pym’s Translation Studies（安东尼•皮姆的翻译研究之迁移•译史•伦理 por Wang Jun, Social Science in China Press, 2023.